# Первомайский сельсовет (Салаватский район)
Первомайский сельсовет — муниципальное образование в Салаватском районе Башкортостана.
Административный центр — село Первомайский.

## История
До 20 июля 2005 года — Первомайский поссовет.
Согласно Закону Республики Башкортостан от 20 июля 2005 года, N 211-з «О внесении изменений в административно-территориальное устройство Республики Башкортостан в связи с образованием, объединением, упразднением и изменением статуса населенных пунктов, переносом административных центров», имеет статус сельского поселения:

11. Внести следующие изменения в административно-территориальное устройство Республики Башкортостан:

в) отнести рабочий поселок Первомайский Салаватского района к категории сельского населенного пункта, установив тип поселения — село.

Отнести Первомайский поссовет к категории сельсовета с сохранением наименования «Первомайский» 

## Население
| 2002 | 2009 | 2010 | 2012 | 2013 | 2014 | 2015 |
| ---- | ---- | ---- | ---- | ---- | ---- | ---- |
| 510  | →510 | ↘395 | ↘394 | ↘383 | ↗385 | ↘374 |
| 2016 | 2017 |      |      |      |      |      |
| ↗378 | ↘357 |      |      |      |      |      |

## Состав сельского поселения
| № | Населённый пункт | Тип населённого пункта       | Население |
| - | ---------------- | ---------------------------- | --------- |
| 1 | Первомайский     | село, административный центр | ↘357      |